# Glastonbury
Glastonbury je mesto in civilna župnija v Somersetu v Angliji na suhem predelu nizko ležeče obalne ravnice, imenovane Somerset Levels, 37 km južno od Bristola. Mesto, ki je v okrožju Mendip, je imelo ob popisu leta 2011 8932 prebivalcev.  Od kraja Street, ki je zdaj večji od Glastonburyja, je oddaljen manj kot 2 km čez reko Brue.
Dokazi o obstoju lesene poti, kot je Sweet Track, potrjujejo, da je bilo mesto naseljeno že v neolitiku. Sweet Track je starodavna pot v Somerset Levelsu, zgrajena okoli leta 3807 ali 3806 pred našim štetjem in je druga najstarejša lesena pot, odkrita na Britanskem otočju. 
Glastonbury Lake Village je bila železnodobna vas blizu starega toka reke Brue in Sharpham Park je 3 km zahodno od Glastonburyja in sega do bronaste dobe. Centwine, kralj Wessexa od okoli 676 do 685/686, je bil prvi zavetnik Glastonburyjske opatije, ki je prevladovala v mestu naslednjih 700 let. Bila je ena najpomembnejših opatij v Angliji. V njej je bil kronan Edmund II. Železnoboki in leta 1016 postal kralj Anglije. Mnoge najstarejše ohranjene stavbe v mestu, tudi Tribunal, George Hotel in Pilgrim's Inn, Somersetski muzej kmečkega življenja, ki ima sedež v starem desetinskem hlevu, so povezane z opatijo. Cerkev svetega Janeza Krstnika je iz 15. stoletja.
Mesto je postalo središče za trgovino, kar je omogočilo gradnjo trga, kanala in železniške postaje, največje postaje na progi Somerset in Dorset (Somerset and Dorset Joint Railway). Projekt zaščite okolja Brue Valley Living Landscape upravlja Somersetski Wildlife Trust, v bližini je tudi naravni rezervat Ham Wall.
Glastonbury je bil znan kot newageevska skupnost in je privabljal privržence new agea in novega paganstva. Znan je po mitih in legendah, pogosto povezanih s Torom, Jožefom iz Arimateje, svetim gralom in kraljem Arturjem. Legenda o Jožefu pravi, da je palico zabil v tla, ko je prispel v Glastonbury, in čudežno je zacvetela v glastonburyjski trn (vrsta gloga Crataegus monogyna).

## Zgodovina

### Prazgodovina
V 7. tisočletju pred našim štetjem se je gladina morja dvignila in poplavila doline in nizko ležeča območja okoli današnjega Glastonburyja, tako da so mezolitski ljudje naselili nekoliko višja območja, na kar kažejo razpršene kremenove najdbe.  Neolitski ljudje so izkoriščali trstičje za svoje naravne vire in začeli gradnjo lesenih poti. Med njimi je Sweet Track, ki je zahodno od Glastonburyja in je ena najstarejših znanih grajenih poti. Do odkritja 6000-letne vozne poti v zapore Belmarsh leta 2009 je bila najstarejša lesena pot, odkrita v severni Evropi.  Datacija lesa (dendrokronologija) je omogočila zelo natančno določitev starosti poti, ki kaže, da je bila zgrajena leta 3807 ali 3806 pr. n. št.  Pot je bila odkrita med kopanjem šote leta 1970 in je dobila ime po najditelju Rayu Sweetu.  Razteza se čez barje, teče od takrat otoka pri Westhayu in višjega grebena pri Shapwicku, dolga je okoli 2000 metrov. Pot je ena od mreže poti, ki je nekoč prečkala Somerset Levels. Zgrajena je iz prekrižanih palic jesena, hrasta in lipe, ki so položene v prepojena tla, da bi podprle pot, ki je bila v glavnem iz hrastovih desk, položenih na vrhu nasipa. Ob odkritju te poti je bilo ugotovljeno, da je bila zgrajena po trasi še starejše poti, (Post Track), ki je iz leta 3838 pred našim štetjem in tako 30 let starejša. 
Glastonbury Lake Village je bila železnodobna vas blizu toka reke Brue na Somerset Levels v bližini Godneyja, kakšnih 5 km severozahodno od Glastonburyja. Zajemala je območje 120 m od severa do juga, 90 m od vzhoda do zahoda, v njej je prebivalo okoli 100 ljudi v petih do sedmih skupinah hiš, vsaka je bila namenjena razširjeni družini, s hlevi in skednji. Izdelane so bile iz leske in vrbe, pokrite s trstičjem, ter stalno ali včasih z lesenimi palisadami. Vas je bila zgrajena okrog leta 300 pred našim štetjem in je stala še v zgodnjem rimskem obdobju (okoli leta 100). Opuščena je bila verjetno zaradi dviga vodne gladine.  Zgrajena je bila na močvirju na umetnih lesenih temeljih, napolnjenih z grmičevjem, praprotjo, drobirjem in glino. 
Sharpham Park je 1,2 km² velik zgodovinski park 3 km zahodno od Glastonburyja in sega v bronasto dobo.

### Srednji vek
Izvor imena Glastonbury ni jasen. Ko je bilo naselje prvič zapisano v 7. in v začetku 8. stoletja, se je imenovalo Glestingaburg.  Burg je anglosaška beseda in se lahko nanaša na utrjeno mesto, kot je burh, ali samostansko hišo. Beseda Glestinga pa je nejasna in lahko izhaja iz staroangleške besede ali saškega ali keltskega osebnega imena.  Lahko izhaja iz imena osebe ali skupine s tem imenom.
Hugh Ross Williamson navaja zgodbo o svetem Collenu, enem prvih puščavnikov, ki so živeli v Toru, preden je sveti Patrik zgradil samostan, ki ga je v Tor poklical kralj Gwyn. To je druidska mitologija, po kateri je dvorec iz stekla, v njem prejmejo duhove umrlih, ki naj bi stopali z vrha Tora. To je bil glavni razlog, da so zgradili kapelo in pozneje cerkev svetega Mihaela na hribu; sveti Mihael je glavni zavetnik pred peklenskimi napadi, saj so menihi verjeli, da se vilinski kralj uvršča mednje. Zato Williamson predpostavlja, da je Tor imenovan po steklenem dvorcu mrtvih.
William Malmesburyjski v svoji De Antiquitate Glastonie Ecclesie navaja staro keltsko besedo Ineswitrin (ali Ynys Witrin) kot prvo ime in trdi, da je bil ustanovitelj mesta istoimenski Glast, potomec pomembnega valižanskega vodje Cunedda.
Centwine, kralj Wessexa okoli leta 676 do 685, je bil prvi saški zaščitnik Glastonburyjske opatije.  Leta 1016 je bil v Glastonburyju za kralja kronan Edmund II. Železnoboki. Ko je umrl, kasneje v tem letu, je bil pokopan v samostanu.  Domesday Book navaja, da je bila opatija v upravni enoti (hundred) Glastingberiensis leta 1066 pred prihodom Viljema Osvajalca gospodar, potem fevdnik z Godwinom kot gospodarjem Glastingberija leta 1086.
Jugozahodno od središča mesta je Beckery, ki je bil nekoč samostojno naselje, a je zdaj del predmestja. Okoli 7. in 8. stoletja je bila tukaj majhna samostanska skupnost, povezana s pokopališčem. Arheološka izkopavanja v letu 2016 so odkrila 50 do 60 skeletov, za katere mislijo, da so menihi iz Beckeryjske kapele med 5. in zgodnjim 6. stoletjem. 
Sharpham Park je leta 957 dal kralj Eadwig tedanjemu opatu Ethelvoldu. Leta 1191 je prihodnji kralj Ivan I. park podelil opatu Glastonburyja in je ostal v posesti opatije do razpada samostanov leta 1539. Od leta 1539 do 1707 je bil park v lasti vojvode Somerseta, sira Edwarda Seymourja, brata kraljice Jane, družine Thynne iz Longleata in družine sira Henryja Goulda. Edward Dyer se je tu rodil leta 1543. Hiša je zdaj zasebna rezidenca in zgradba II. razreda na seznamu.  Tu sta se rodila tudi pisatelj Henry Fielding (1707–54) in duhovnik William Gould.
V 1070-ih je bila zgrajena kapela svete Margarete na Magdalenini ulici, sprva kot bolnišnica in pozneje kot ubožnica. Stavba je iz leta 1444.  Streha dvorane je bila odstranjena po razpadu, nekateri deli stavbe so bili porušeni leta 1960. Je zgradba II. razreda in zaščiten starodavni spomenik. [28] Bolnišnica svete Marije Magdalene je predvidena za obnovo.
V srednjem veku je bilo mesto v glavnem odvisno od opatije, a tudi središče za trgovino z volno do 18. stoletja.
V drugi cornwalski vstaji leta 1497 se je Perkin Warbeck predal, ko je slišal, da so se vojaki Gilesa, lorda Daubeneyjskega, zvesti Henriku VII., utaborili v Glastonburyju.

### Zgodnja sodobna doba
Leta 1693 so izseljenci v Connecticutu, ZDA, ustanovili Glastonbury. Govori se, da je bil prvotno imenovan Glistering Town, v sredini 19. stoletja pa se je ime spremenilo in se ujema z Glastonburyjem v Angliji, a prebivalci mesta v Connecticutu verjamejo, da je to mit, ki temelji na evidencah Glastonburyjskega zgodovinskega društva. Glastonburyjski trn je v mestnem grbu.  A representation of the Glastonbury thorn is incorporated onto the town seal.
Somersetska mestna listina je bila sprejeta leta 1705. Rast trgovine in gospodarstva je bila odvisna od izsuševanja okoliških barij. Odprtje Glastonburyjskega prekopa je omogočil razmah trgovine in spodbudil lokalno gradnjo. 

### Sodobnost
Do sredine 19. stoletja so težave z odvajanjem vode v Glastonburyjskem prekopu in konkurenca nove železnice povzročile padec trgovine in mestno gospodarstvo je nazadovalo. Kanal je bil zaprt 1. julija 1854. Železnico so odprli 17. avgusta 1854, spodnji del kanala je bil dan v uporabo Upravi za kanalizacijo kot drenažni jarek. V zadnjem delu je bil ohranjen pomol za železniško družbo, ki je bil v uporabi do leta 1936. Glavna železniška proga za Glastonbury je bila zaprta 1966.
Razvoj turizma v 19. in 20. stoletju je temeljil na vzponu arheoloških spoznanj, povezanih z opatijo in mistiko mesta.  To je bilo omogočeno zaradi razvoja železniškega in cestnega omrežja, ki se je nadaljeval s podporo mestnega gospodarstva in privedel do stalne rasti prebivalstva od leta 1801.
Glastonbury je bil v središču pozornosti državnih medijev leta 1999, ko je bilo ugotovljeno, da konoplja raste v mestnih cvetličnih nasadih. 

## Mitologija in legende
Glastonbury je znan po mitih in legendah v zvezi z Jožefom iz Arimateje, svetim gralom in kraljem Arturjem. Veliko legend so v štiriletni študiji ovrgli arheologi z Univerze v Readingu, ki so med drugim ugotovili, da je bila povezava kralja Arturja in njegove kraljice Guinevre ustvarjena namerno med menihi leta 1184 zaradi finančne krize, ki jo je povzročil uničujoč požar.  Drugi razblinjen mit je povezan z obiskom Jezusa, gradnjo najstarejše cerkve v Angliji in razcvetom sprehajalne palice. Nove arheološke najdbe so pokazale, da je Glastonbury izjemno arheološko najdišče, posebej opatija. Vodja raziskav, ki je postal skrbnik Glastonburyja, je dejal: "Nismo za uničevanje ljudskega prepričanja ... A tisoč let prepričanj in legende so del neopredmetene zgodovine tega izjemnega kraja."
Legendo, da je Jožef iz Arimateje pridobil nekatere svete relikvije, je v 13. stoletju napisal francoski pesnik Robert de Boron v svoji različici zgodb o gralu, najbrž trilogiji, čeprav so se ohranili le deli knjig. Delo je postalo navdih za kasnejši sveti gral in zgodbe o Arturju. 
Leta 1191 so menihi v samostanu trdili, da so našli grobova Arturja in Guinevre južno od Marijine kapele v samostanski cerkvi, ki jo je obiskalo več sodobnih zgodovinarjev, tudi Giraldus Cambrensis.  Ostanke so nato preselili in so se izgubili v obdobju reformacije. Mnogi znanstveniki domnevajo, da je bilo to odkritje pobožna želja utemeljiti zgodovino Glastonburyja in povečati njegov ugled. 
Zgodnja valižanska pesem povezuje Arturja s Torom v zvezi s soočenjem med Arturjem in Melwasom, ki je ugrabil kraljico Guinevro.
Pripovedovali so, da je Jožef prišel v Glastonbury z ladjo po poplavljenih ravnicah Somerset Levelsa. Po izkrcanju je palico zapičil v tla in čudežno je zacvetela v glastonburyjski trn (ali sveti trn). To je hibridna vrsta Crataegus monogyna (vrsta gloga), ki raste samo v okolici Glastonburyja in cveti dvakrat letno, enkrat spomladi in drugič okoli božiča (odvisno od vremena). Vsako leto šopek odreže lokalni anglikanski vikar in najstarejšega otroka iz šole svetega Janeza pošlje h kraljici. 
K prvemu svetemu trnu so v srednjem veku romali verniki, vendar so ga posekali v angleški državljanski vojni. Nadomestni trn je bil zasajen v 20. stoletju na hribu Wearyall (prvotno leta 1951 v počastitev praznika Britanije). Sveti trn so vandali uničili leta 2010 in vse njegove veje odsekali. Sprva je kazal znake okrevanja, vendar zdaj (2014) kaže, da si ne bo opomogel. V bližini so bile posajene nove sadike. Številni drugi trni rastejo v Glastonburyju, tudi tisti na območju opatije, cerkve svetega Janeza in tudi pri Rdečem izviru (Chalice Well), naravnem izviru pod Torom.
Danes je opatija "zgodovinsko najstarejša krščanska cerkev na svetu", ki je bila po legendi zgrajena po Jožefovem ukazu za sveti gral 65 let po Jezusovi smrti.  Legenda tudi pravi, da je Jezus kot otrok obiskal Glastonbury skupaj z Jožefom. Verjetno je nastala v srednjem veku, ko so bile verske relikvije in romanja donosen posel za opatijo. William Blake omenja legendo v pesmi Jeruzalem, ki je postala priljubljena hvalnica. 

## Geografija
Sprehod na Tor k stolpu na vrhu (delno obnovljen ostanek stare cerkve) je poplačan z razgledom na območje srednjega Somerseta, tudi na Levels (ravnico), izsušeno močvirje. 158 metrov nad morjem je težko verjeti, da je bil Glastonbury nekoč otok. To je kmetijsko območje z odprtimi travniki, obdanimi z jarki in vrbami. Dostop do barja in ravnice je po stezah za živino. Ravnica in barje sta lahko 6 metrov pod najvišjo ravnjo plime in imata velike površine šote. Nizko ležeča območja sestavljajo veliko starejše triasne formacije zgornjeliasnega peska, ki štrlijo kot otoki, med njimi vzpetina Tor. Nižinska pokrajina je nastala šele v zadnjih 10.000 letih, po koncu zadnje ledene dobe. 
Nizko ležeča vlažna podlaga lahko ustvari vidni učinek, znan kot fatamorgana. Ta optični pojav zračnega zrcaljenja nastane zaradi širjenja svetlobe skozi plasti ozračja, katerih gostota in s tem lomni količnik se spreminjata od plasti do plasti. Italijansko ime izhaja iz imena Morgan le Fay, ki je znana kot Morgana, Morgain in podobno. Morgan le Fay je čarovnica in antagonistka kralja Arturja in kraljice Guinevre v legendah o Arturju.
V obdobju kralja Arturja je reka Brue oblikovala jezero južno od hribovitega terena, na katerem stoji Glastonbury. To jezero je po legendi dom Jezerske gospe. Most Pomparles je stal na zahodnem koncu tega jezera, varoval Glastonbury z juga, tukaj naj bi sir Bedivere vrgel ekskaliburv vodo, potem ko je kralj Artur padel v bitki pri Camlannu.  Star most je nadomeščen z armiranobetonskim ločnim mostom leta 1911. 
Do 13. stoletja je bila neposredna pot do morja pri Highbridgeu preprečena z gramoznimi nanosi in šoto v bližini Westhaya. Potek reke delno obkroža Glastonbury z juga, po zahodni strani (skozi Beckery) in nato proti severu skozi vrzeli Panborough-Bleadney v hribovje Wedmore-Wookey, kjer se pridruži reki Ax severno od Bleadneya. Ta pot je opatiji otežila prevoz izdelkov z njenih oddaljenih posesti. Ko je bila dolina reke Ax poplavljena, je prodrla do Glastonburyja. Med letoma 1230 in 1250 je bil narejen nov kanal proti zahodu v Meare Pool severno od Meare in še naprej proti zahodu do Mark Moora. Dolina reke Brue (Brue Valley Living Landscape) naj bi postala zaščiteno območje.  Projekt se je začel januarja 2009. Z njim si prizadevajo obnoviti in ponovno vzpostaviti življenjski prostor za divje živali, ki bi se obnavljal in prilagajal podnebnih spremembam, medtem ko bi lahko kmetje in drugi lastniki zemljišč še naprej uporabljali svoja zemljišča. To je eden od vedno večjega števila projektov za ohranjanje krajine v Veliki Britaniji. 
Naravni rezervat Ham Wall, 4 km zahodno od Glastonburyja, upravlja Kraljevska družba za varstvo ptic. To novo mokrišče je bilo kot habitat uvedeno na območju izkopane šote in je zdaj sestavljeno iz trstičja, mokrega grmičevja, odprte vode in obrobnih travnikov in gozdov. Na tem območju živita sinica Panurus biarmicus in bobnarica. 
Reka Whitelake izvira med dvema nizkima apnenčastima grebenoma na severu Glastonburyja, dela južnega roba gričevja Mendip. Sotočje dveh manjših potokov, ki ustvarita reko Whitelake, je na kmetiji Worthy, kjer prirejajo festival Glastonbury, med majhnima vasema Pilton in Pylle.

### Podnebje
Skupaj s preostalo jugozahodno Anglijo ima Glastonbury zmerno podnebje, ki je na splošno bolj mokro in blažje kot drugod po državi. Letna povprečna temperatura je približno 10 °C. Sezonsko nihanje temperature je manj skrajno kot v večini Združenega kraljestva zaradi temperature morja. Poleti sta najtoplejša julij in avgust s povprečnim dnevno najvišjo temperaturo približno 21 °C. Pozimi so najnižje temperature 1 ali 2 °C pogoste. 

## Znamenitosti
Po podatkih iz julija 2010 je približno 170 zgradb ali objektov v mestu zaščitenih, od katerih jih je osem v I. razredu, šest v II*., preostali pa so v II.
Tribunal je srednjeveška trgovska hiša, ki jo je sodnik Jeffreys uporabljal kot opatijsko sodno palačo v času Monmouthovega upora. Zdaj je muzej s predmeti in umetninami iz kraja Glastonbury Lake Village, ki so se ohranile v skoraj brezhibnem stanju v šoti, ko je bila vas opuščena. V hiši je tudi turistični informacijski center.
Osmerokotna Market Cross je bila zgrajena leta 1846 po naročilu arhitekta Benjamina Ferreyja.
George Hotel in Pilgrim's Inn sta bila zgrajena v poznem 15. stoletju za obiskovalce opatije. Sta v I. razredu na seznamu. Sprednji del trinadstropne stavbe je razdeljen v tri pasove. Nad vhodom so trije izrezljani grbi opatije in Edvard IV.
Somersetski muzej kmečkega življenja je muzej družbene in kmetijske zgodovine Somerseta, nastanjen v zgradbah okoliških hlevov iz 14. stoletja, ki so pripadali opatiji. Uporabljali so jih za shranjevanje pridelkov, zlasti pšenice in rži s približno 524 hektarjev kmetij. Zgrajeni so iz lokalnega apnenca z debelimi tramovi, ki podpirajo kamnito streho. Je tudi zaščiten in ima status starega spomenika.
Rdeči izvir (Chalice Well) je sveti izvir ob vznožju Tora, pokrit z lesenim pokrovom z okrasjem iz kovanega železa iz leta 1919. Naravni izvir so skoraj neprekinjeno uporabljali vsaj dva tisoč let. Voda ni nikoli presahnila, tudi ob suši ne. Železov oksid daje vodi rdečkast odtenek, saj raztopljen železov oksid na površini oksidira in se obori. Voda naj bi imela zdravilne lastnosti. Izvir je približno 2,7 m globoko z dvema podzemnima komorama na dnu. Pogosto je prikazan kot simbol ženskega božanstva z moškim, ki ga simbolizira Tor. Kot tak je priljubljen kraj za romarje pri iskanju božanske ženskosti, vključno s sodobnimi pogani. Priljubljen je pri vseh veroizpovedih in leta 2001 je postal svetovni vrt miru.
Beli izvir (Well House Lane)je izvir, pri katerem so v 21. stoletju ustvarili tempelj. Voda je bela zaradi kalcita.
Stavba, ki se zdaj uporablja kot tempelj belega izvira, je bila prvotno viktorijansko zgrajena hiša, ki jo je zgradila lokalna uprava za vode leta 1872. V tistem času je izbruh kolere na območju povzročil veliko zaskrbljenost, zato so izkopali naravne jame in kamnite zbiralnike izdelali tako, da so zagotovili oskrbo s kakovostno vodo. Študija pretoka vode v zbiralniku je pokazala, da so graditelji zajeli tudi druge izvire poleg tega in v enem našli visoko vsebnost železa, naj bi bil veja Rdečega izvira. Po gradnji rezervoarja je uprava kmalu ugotovila, da visoka vsebnost apnenca maši cevi, zato so do konca 19. stoletja vodo v Glastonbury pripeljali od zunaj. Uprava je hišo odprodala in zdaj jo vzdržuje skupina prostovoljcev kot "vodni tempelj". [98] Na zunanji strani stavbe so pipe, pri katerih si lahko obiskovalci in domačini natočijo vodo.

## Pobratena mesta
Glastonbury je pobraten z mestoma:
- Bretenoux, Francija[40]
- Patmos, Grčija.[41][42]